# Lampropeltis californiae
Lampropeltis californiae  (лат.) — неядовитая змея семейства ужеобразных (Colubridae).
Общая длина достигает 1,5 м. Голова немного вытянутая и сжатая с боков. Туловище массивное. Типовая окраска (вариации «обычная» и «пустынная») состоит из чёрных и белых кольцевых полос, расположенных поочерёдно. Они также заходят на брюхо. В вариации «обычная» полосы узкие, в «пустынной» — широкие. На спине светлые полосы уже, но расширяются на боках. Голова тёмная, с белым пятном между глаз. Нижняя часть головы и кончик морды бледнее, чем верхняя. Существуют также иные цветовые вариации этой змеи: альбиносы, жёлтые, кофейные, чёрно-жёлтые, нитиды, альбиносы с поперечной чёрной полосой.
Любит полупустыни, редколесья, кустарниковые заросли по долинам рек. Активна ночью. Питается ящерицами, грызунами и змеями.
Это яйцекладущая змея. Самка откладывает до 20 яиц.
Обитает от штата Орегон через Юту, Неваду и Калифорнию до Аризоны (США) и полуострова Калифорния в Мексике.